# ゴーイング・トゥ・ア・ゴー・ゴー (アルバム)
| 専門評論家によるレビュー | 専門評論家によるレビュー |
| レビュー・スコア         | レビュー・スコア         |
| 出典                     | 評価                     |
| ------------------------ | ------------------------ |
| Allmusic                 | [ 2 ]                    |

『ゴーイング・トゥ・ア・ゴー・ゴー』(Going to a Go-Go) は、ザ・ミラクルズの1965年のアルバムで、グループ名が「スモーキー・ロビンソンとザ・ミラクルズ (Smokey Robinson and the Miracles)」とクレジットされた最初のアルバム。本作には、「ウー・ベイビー・ベイビー」、「トラックス・オブ・マイ・ティアーズ」、「ゴーイング・トゥ・ア・ゴー・ゴー」、「マイ・ガール・ハズ・ゴーン」と、トップ20入りしたヒット曲4曲が収録されている。このアルバムは、ザ・ミラクルズのリード・シンガーであるスモーキー・ロビンソンが、フランク・ウィルソン、ウィリアム・ミッキー・スティーヴンソンとともにプロデュースした。
ザ・ミラクルズのリード・シンガーであったスモーキー・ロビンソンがおもにプロデュースしたアルバムである『ゴーイング・トゥ・ア・ゴー・ゴー』には、グループのメンバーであったロビンソン、ロナルド・ホワイト、ボビー・ロジャース、ピート・ムーア、マーヴ・タープリンが共作した楽曲がフィーチャーされている。
『ゴーイング・トゥ・ア・ゴー・ゴー』は、ザ・ミラクルズにとって、アルバム・チャート Billboard 200 のトップ10に入った唯一のスタジオLPであり、40週チャートにとどまり、最高8位まで上昇した。また、『ビルボード』誌のR&Bアルバム・チャートでは首位に達した。ザ・ミラクルズのアルバム『ゴーイング・トゥ・ア・ゴー・ゴー』は、ローリングストーン誌が選ぶ「歴代最高のアルバム」500選において271位に入り、2012年の改訂版では273位、2020年の改訂版では412位となった。
『ゴーイング・トゥ・ア・ゴー・ゴー』は、ザ・ミラクルズのアルバム『アウェイ・ウィ・ア・ゴーゴー (Away We a Go-Go)』とカップリングで、2002年にリイシューCDが出た。

## 曲づくり
ロビンソンは、モータウンのソングライターであったハル・デイヴィスとフランク・ウィルソンが書いた「気まぐれベイビー (My Baby Changes Like the Weather)」を除いて、すべての楽曲を単独または共作で書いた。ロビンソンがおもに共作したパートナーは、幼なじみで、一緒にザ・ミラクルズを立ち上げたウォレン・"ピート"・ムーアで、アルバムに収録された12曲のうち7曲が共作されている。その他、共作者に名を連ねたのは、ザ・ミラクルズのメンバーであるボビー・ロジャース、ロナルド・ホワイト、マーヴ・タープリンに加え、1曲に関わったモータウンのソングライターでプロデューサーのウィリアム・ミッキー・スティーヴンソンであった。ザ・ミラクルズのリードギタリストであるマーヴ・タープリンは「トラックス・オブ・マイ・ティアーズ」冒頭の印象的なコード展開や、「ゴーイング・トゥ・ア・ゴー・ゴー」や「マイ・ガール・ハズ・ゴーン」のギター・リフを生み出した。

## リリース
『ゴーイング・トゥ・ア・ゴー・ゴー』は、1965年11月1日にリリースされ、アルバム・チャートである Billboard 200 で8位、『ビルボード』誌のR&Bアルバム・チャートでは首位に立った。本作は、ザ・ミラクルズのスタジオLPとしては、唯一トップ10入りした作品である（同じくトップ10入りしたザ・ミラクルズのアルバム『Greatest Hits Vol. 2 』はスタジオLPではなくコンピレーションであった）。
このアルバムからシングル化された「ウー・ベイビー・ベイビー」、「トラックス・オブ・マイ・ティアーズ」、「ゴーイング・トゥ・ア・ゴー・ゴー」、「マイ・ガール・ハズ・ゴーン」は、いずれもトップ20入りを果たした。「チュージー・ベガー」は『ビルボード』誌のR&Bシングル・チャートでは35位まで浮上した。「フォーク・イン・ザ・ロード」は、全国各地で局地的に強く支持されたヒットとなり、ザ・ミラクルズのライブ・ショーでしばしば取り上げられることになった。 
『ゴーイング・トゥ・ア・ゴー・ゴー』は、ザ・ミラクルズのアルバム『アウェイ・ウィ・ア・ゴーゴー (Away We a Go-Go)』とカップリングで、2002年にリイシューCDが出た。
| #         | タイトル                                                        | 作詞                                            | 作曲・編曲                                      | 時間 |
| --------- | --------------------------------------------------------------- | ----------------------------------------------- | ----------------------------------------------- | ---- |
| 1.        | 「トラックス・オブ・マイ・ティアーズ / The Tracks of My Tears」 | Warren Moore , Smokey Robinson , Marvin Tarplin | Warren Moore , Smokey Robinson , Marvin Tarplin | 2:55 |
| 2.        | 「ゴーイング・トゥ・ア・ゴー・ゴー / Going to a Go-Go」         | Moore, Robinson, Robert Rogers , Tarplin        | Moore, Robinson, Robert Rogers , Tarplin        | 2:46 |
| 3.        | 「ウー・ベイビー・ベイビー / Ooo Baby Baby」                    | Moore, Robinson                                 | Moore, Robinson                                 | 2:45 |
| 4.        | 「マイ・ガール・ハズ・ゴーン / My Girl Has Gone」               | Moore, Robinson, Tarplin, Ronald White          | Moore, Robinson, Tarplin, Ronald White          | 2:50 |
| 5.        | 「愛がほしいなら / In Case You Need Love」                      | Robinson                                        | Robinson                                        | 2:47 |
| 6.        | 「チュージー・ベガー / Choosey Beggar」                         | Moore, Robinson                                 | Moore, Robinson                                 | 2:33 |
| 合計時間: | 合計時間:                                                       | 16:36                                           |                                                 |      |

| #         | タイトル                                                       | 作詞                                 | 作曲・編曲                           | 時間 |
| --------- | -------------------------------------------------------------- | ------------------------------------ | ------------------------------------ | ---- |
| 1.        | 「シンス・ユー・ウォン・マイ・ハート /Since You Won My Heart」 | Robinson, William "Mickey" Stevenson | Robinson, William "Mickey" Stevenson | 2:16 |
| 2.        | 「フロム・ヘッド・トゥ・トウ / From Head to Toe」              | Robinson                             | Robinson                             | 2:25 |
| 3.        | 「オール・ザッツ・グッド / All That's Good」                   | Moore, Robinson                      | Moore, Robinson                      | 3:12 |
| 4.        | 「気まぐれベイビー / My Baby Changes Like the Weather」        | Hal Davis , Frank Wilson             | Hal Davis , Frank Wilson             | 2:47 |
| 5.        | 「レット・ミー・ハブ・サム / Let Me Have Some」                | Robinson, Rogers                     | Robinson, Rogers                     | 3:07 |
| 6.        | 「フォーク・イン・ザ・ロード / A Fork in the Road」            | Moore, Robinson, White               | Moore, Robinson, White               | 3:26 |
| 合計時間: | 合計時間:                                                      | 17:13                                |                                      |      |

## パーソネル
- スモーキー・ロビンソン - リード・ボーカル
- ロニー・ホワイト - バックグラウンド・ボーカル
- ボビー・ロジャース - バックグラウンド・ボーカル
- ウォレン・"ピート"・ムーア - バックグラウンド・ボーカル
- クローデッタ・ロビンソン - バックグラウンド・ボーカル
- マーヴ・タープリン - ギター
- ファンク・ブラザース（英語版）、デトロイト交響楽団 - 楽器演奏

### プロデューサー
- スモーキー・ロビンソン - プロデューサー、エグゼキュティブ・プロデューサー

- フランク・ウィルソン - プロデューサー
- ウィリアム・ミッキー・スティーヴンソン - プロデューサー
- ピート・ムーア - ボーカル・アレンジ